# Al Maghribiya
Al Maghribiya è un canale televisivo marocchino edito dalla SNRT, fondato nel 2004.

## Presentazione
La programmazione di questo canale è composta esclusivamente da trasmissioni dei migliori programmi di Al Aoula e 2M, ultimamente si sono aggiunti anche i migliori programmi di Arrabia e Assadissa. Il canale trasmette i suoi programmi dal Marocco attraverso il satellite Hot Bird e Nilesat. Al Maghribiya colpisce principalmente i milioni di marocchini che vivono all'estero perché il suo scopo principale è quello di mantenere i legami tra gli immigranti marocchini e il loro paese d'origine.